# Flumm
Die Flumm ist ein alter Geest- und Niederungsbach, der auf dem Auricher Geestrücken entspringt und zu den wenigen ehemals natürlichen Fließgewässern Ostfrieslands gehört. Die Teile des ursprünglichen Verlaufs gehören heute zwei verschiedenen Flusssystemen an. Der Name Flumm stammt aus der Römerzeit. Er ist aus lat. flumen ‘Flut, Fluss, Strömung’ gebildet worden.

## Heutige Wasserführung
Heute besteht das Bachsystem überwiegend aus von Menschenhand gestalteten, geradlinigen Abschnitten und bildet hydrologisch keine Einheit mehr: Die beiden Oberläufe, genannt Alte Flumm und Flumm, markieren an ihrem Zusammenfluss den Beginn des Sauteler Kanals, der bei Mittegroßefehn nach Süden abknickt und mit dem Sauteler Siel südwestlich von Neermoor in die Ems mündet. Der Unterlauf der Flumm bezieht sein Wasser überwiegend aus dem deutlich höher gelegenen Sauteler Kanal durch ein Abschlagsbauwerk, das mit einer Fischtreppe ausgestattet wurde. Zusätzlich wird er vom Grenzgraben gespeist, der seinen Ursprung zwischen Alter und oberer Flumm hat und unmittelbar vor dem Beginn des Sauteler Kanals mit einem Düker unter der Alten Flumm hindurchgeleitet wird. Die untere Flumm bildet den Oberlauf des Nordarms des Fehntjer Tiefs; ihr Wasser erreicht durch das Oldersumer Sieltief die Ems in Oldersum. Diese Wasserführung lässt das Prinzip erkennen, Wasser aus höher gelegenem geestnahem Gebiet auf einem Dammfluss an den tief gelegenen Flächen des Moormerlandes vorbeizuleiten.

## Unterlauf
Das Fehntjer Tief bis zum Oldersumer Sieltief und das Oldersumer Sieltief selber sind mit ihren zahlreichen Flussschleifen noch als alter Flusslauf zu erkennen. Das Bett wurde jedoch als Transportweg für die Fehnschiffahrt von Moorkolonisten erweitert. Außerdem wurde das Fehntjer Tief um einen aus geradlinigen Strecken bestehenden westlichen Arm bis nach Emden verlängert, sodass die Fehntjer mit ihren nicht seetüchtigen Fahrzeugen den Markt in Emden erreichen konnten.

## Naturschutz
Die feuchten Niederungsgebiete am Ufer der Flumm wurden lange Zeit extensiv als Wiese und Weideland genutzt. Bis in die 1960er Jahre hat die Flumm umfangreiche Begradigungen erfahren, indem die zahlreichen Gewässerschleifen (Mäander) vom Gewässerlauf getrennt und anschließend verfüllt worden sind.
Erst in jüngster Zeit, zwischen 1996 und 1999, konnten mehrere Teilabschnitte der Flumm mit Naturschutzmitteln aus dem Bundesförderprojekt renaturiert werden. Ehemalige Altarme wurden wieder geöffnet und an das Gewässer angeschlossen. Es wurden Uferabflachungen, Flachwasserzonen und Gewässerrandstreifen angelegt.
Insgesamt wurden 360 Hektar der Flumm-Niederung nordöstlich von Westgroßefehn unter Naturschutz gestellt. Die Niederung wird überwiegend von wassergesättigten Niedermoorböden mit über einem Meter Mächtigkeit bedeckt, die sich hier auf Sanden glazialen Ursprungs gebildet haben. Niedermoore sind durch hoch anstehendes, verhältnismäßig nährstoffreiches Grund-, Quell- oder Stauwasser beeinflusste Lebensräume und unterscheiden sich damit grundlegend von den ausschließlich durch Niederschlagswasser gespeisten Hochmooren.
Die Flumm-Niederung wird von der Naturschutzstation Flumm/Fehntjer Tief betreut. Die Station hat ihren Sitz in einem denkmalgeschützten Gulfhof in Lübbertsfehn.

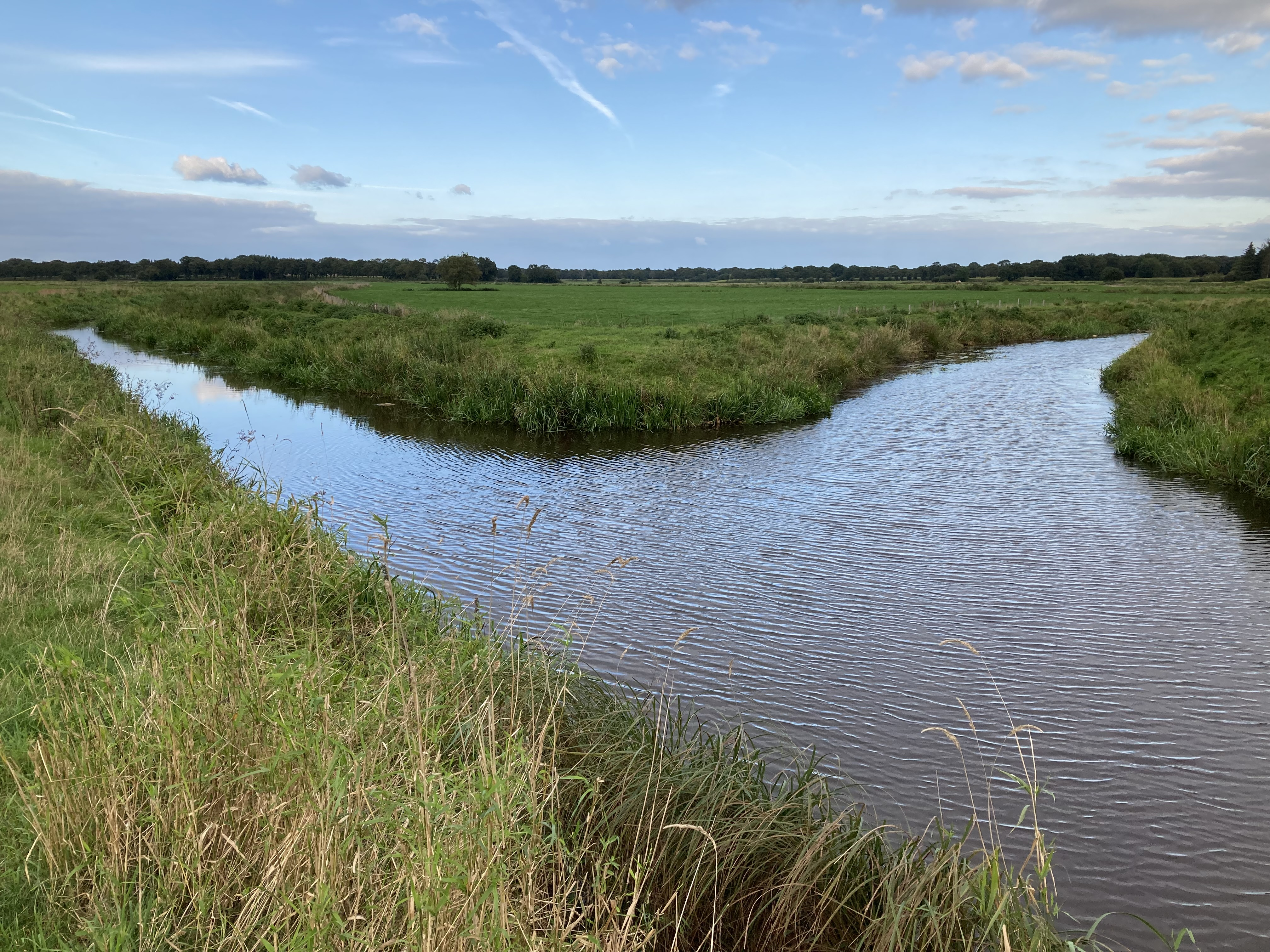
Zusammenfluss der Alten Flumm (von links) und der Flumm (von rechts)
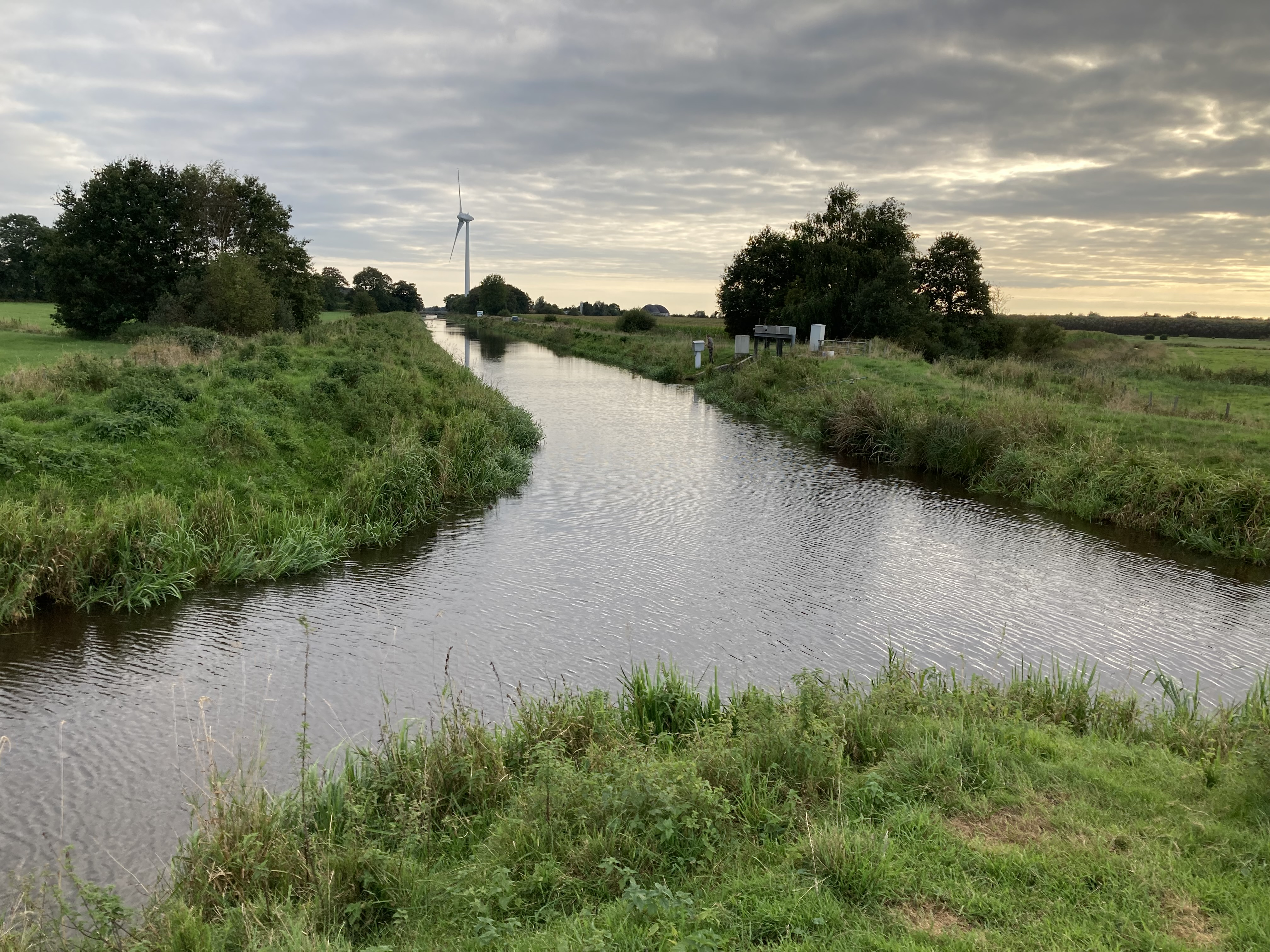
Ursprung des Sauteler Kanals am Zusammenfluss der Flumm (von links) und der Alten Flumm (von rechts). Der Sauteler Kanal erstreckt sich in Richtung der abgebildeten Windkraftanlage. Am rechten Ufer ist das Abschlagsbauwerk zu erkennen, durch das Wasser aus dem Kanal zur unteren Flumm abfließt, welche rechts von der rechten Baumgruppe verläuft.